# 陳皇后 (楊日禮)
陳皇后（越南语：／，?—?），越南陳朝第八代君主楊日禮的皇后。第九代君主陈艺宗的女儿。
陳氏本来是陈明宗第三子恭定王陈暊的女儿。陈暊的兄弟恭肃王陳元昱宠爱杨姜的妻子，他把杨姜的儿子楊日禮养为自己的儿子。陈暊于是把女儿嫁给楊日禮。大治十二年（1369年）五月二十五日，陈裕宗（陳元昱的同母弟）驾崩，無嗣。六月十五日，憲慈皇太后派人迎楊日禮即位，改元大定元年。楊日禮立陳氏为皇后。十二月十四日，陈日禮于宫中毒杀憲慈宣聖太皇太后，引起举国反对。陈暊因为自己是皇帝的岳父，大定二年（1370年）十月，逃到沱江鎮。恭宣王陳曔、章肅國上侯陳元旦、天宁公主陳玉瑳拥立陈暊，十一月，率军攻下京城，废黜楊日禮，陈暊即位为陈艺宗，史书没有记载陳皇后的下落。